# Myoporum rapense
Myoporum rapense är en flenörtsväxtart som beskrevs av Forest Brown. Myoporum rapense ingår i släktet Myoporum och familjen flenörtsväxter. Inga underarter finns listade i Catalogue of Life.